# Paraibatész
Paraibatész (i. e. 4. század) ókori görög filozófus.
Körülbelül az i. e. 4. század közepén élt és tanított, valamint Epitimidész tanítványa volt. A kürénéi iskolához tartozott, Diogenész Laertiosz által említett néhány munkájából semmi sem maradt ránk. Ugyancsak Diogenésztől tudjuk, hogy ő volt a tanítója Annikerisznek és Hégésziasznak 

## További irodalom
- Ókori lexikon I–II. Szerk. Pecz Vilmos. Budapest: Franklin Társulat. 1902–1904.